# Dössberget

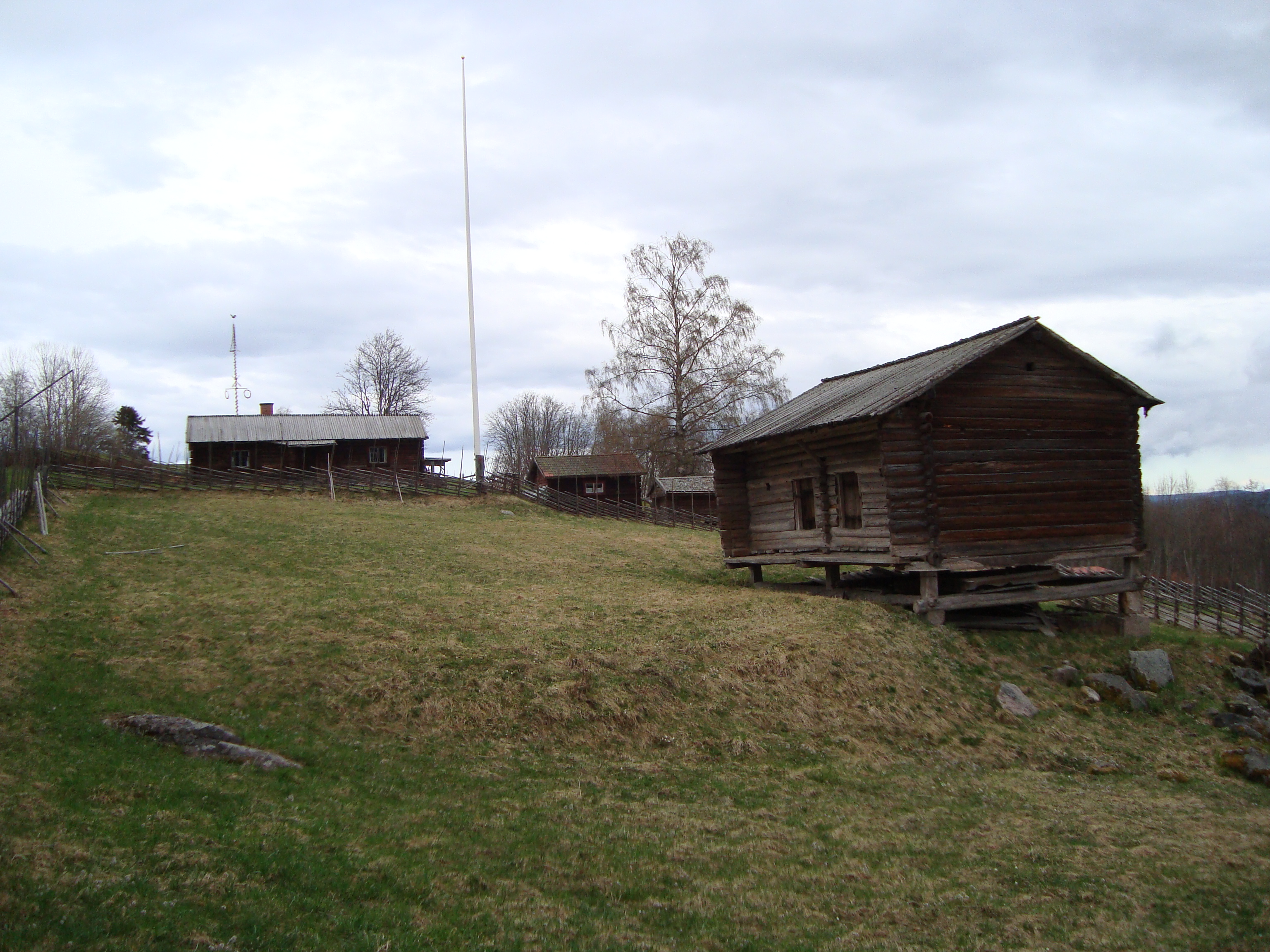
Dössbergets fäbodar.

Dössberget är ett centralt beläget berg i Bjursås. Dössberget besöks varje år av ca 50 000 människor. På berget finns en scen som används för uppträdanden och från berget har man utsikt över Bjursås.
Bjursås Hembygdsförening driver en hembygdsgård och ett museum  på Dössberget. I anslutning till museet finns en handelsbod med lokalproducerade produkter och hantverk.